# Acaena poeppigiana
Acaena poeppigiana är en rosväxtart som beskrevs av C. Gay. Acaena poeppigiana ingår i släktet taggpimpineller, och familjen rosväxter. Inga underarter finns listade i Catalogue of Life.